# Флаг Ленстера
Флаг Ленстера (провинция Ирландии) представляет собой золотую арфу с серебряными струнами на зелёном фоне; использовался как символ ирландского национализма в XVIII веке и как символ острова, так как некогда, до 1922 года, был флагом Ирландии в целом.

## История
Первые упоминания использования арфы на зелёном фоне в качестве флага относятся к началу XVII века. После того, как последний правитель государства Тир Эогайн Аод Большой мак Феардорха О’Нейлл (Хьюго О’Нил) потерпел поражение в битве с англичанами при Кинсейле в 1601 году, многие отпрыски рода О’Нилов были вынуждены покинуть страну. Среди них был и племянник Хьюго, Оуэн О’Нил, эмигрировавший в Испанские Нидерланды, выросший там и поступивший на испанскую службу. Оуэн О’Нил сделал карьеру в Испанской армии, в 1627 году разработал и представил королю Испании проект вторжения испанских войск на остров Ирландия с целью создания Ирландского государства под протекторатом Испании, а в 1642 году вернулся на родину, чтобы помочь Конфедеративной Ирландии в разразившемся годом ранее восстании против англичан. На мачте стоящего в гавани Дюнкерка корабля О’Нила развевался зелёный флаг с арфой.

## Похожие флаги
Флаг ВМС Ирландии отличается от флага Ленстера только оттенком зелёного цвета, современный президентский штандарт отличается цветом фона — синий цвет святого Патрика вместо зелёного, и пропорциями — 1:2 вместо 2:3).

Флаг ВМС Ирландии
Президентский штандарт